# Korsberga distrikt, Småland
Korsberga distrikt är ett distrikt i Vetlanda kommun och Jönköpings län. 
Distriktet ligger i södra delen av kommunen. 

## Tidigare administrativ tillhörighet
Distriktet inrättades 2016 och utgörs av socknen Korsberga i Vetlanda kommun.
Området motsvarar den omfattning Korsberga församling hade vid årsskiftet 1999/2000.